# Ummidia carabivora emarginata
Ummidia carabivora emarginata is een spinnenondersoort in de taxonomische indeling van de valdeurspinnen (Ctenizidae).
Het dier behoort tot het geslacht Ummidia. De wetenschappelijke naam van de soort werd voor het eerst geldig gepubliceerd in 1886 door George Francis Atkinson.